# Edda Awards
Os Edda Awards são o maior prêmio da televisão e do cinema na Islândia. A Academia Islandesa de Filme e Televisão (IKSA) foi criada em 1999 e, desde então, os prêmios são atribuídos anualmente em diversas categorias.

## Categorias
- Melhor Filme
- Melhor Diretor
- Melhor Ator e Atriz
- Melhor Ator e Atriz Coadjuvantes
- Melhor Documentário
- Melhor Curta e Comédia
- Melhor Programa de TV
- Melhor Reality Show
- Personalidade do Ano (TV)
- Prêmios Profissionais
- Prêmio Honorário